# NK Istra 1961
Nogometni Klub Istra 1961 – chorwacki klub piłkarski z siedzibą w Puli. Został założony w 1948 roku.

## Historia
Chronologia nazw:
- 1948: NK Uljanik (Pula)
- 1961: NK Istra – po fuzji z NK Pula
- 1964: NK Uljanik (Pula) – po zakończeniu fuzji z NK Pula
- 2003: NK Pula 1856
- 2005: NK Pula Staro češko
- 2006: NK Pula
- 2007: NK Istra Pula 1861
- 2008: NK Istra 1961

Klub został założony jako NK Uljanik w 1948 roku jako stowarzyszenie robocze tytułowej stoczni w Puli. Po połączeniu w 1961 roku z miejscowym rywalem NK Pula w NK Istra, nowy klub został reaktywowany w 1964 pod starą nazwą NK Uljanik. Zespół występował w III lub IV ligach mistrzostw Jugosławii.
Po uzyskaniu niepodległości przez Chorwację, w 1992 klub startował w 3. HNL Zapad B. Od 1993 do 1998 grał w drugiej lidze, potem znów w trzeciej. W sezonie 2000/01 wygrał 3. HNL Zapad i awansował do 2. HNL Jug. W 2003 nazwa klubu została znów zmieniona, tym razem na NK Pula 1856, ponieważ w 1856 Cesarstwo Austrii wybudowało w Puli duży port marynarki wojennej. W 2003 roku jako pierwszy klub nie będący członkiem 1.HNL dotarł do finału Pucharu Chorwacji. W 2004 po raz pierwszy awansował do 1. HNL. Od 2005 roku pełna nazwa klubu brzmiała NK Pula Staro Češko, gdyż sponsorem klubu jest browar Daruvarska pivovara, a nazwa piwa wytwarzana przez niego nazywa się właśnie Staro češko. Latem 2007 roku klub zmienił nazwę na NK Istra 1961.

## Stadion
Drużyna swoje spotkania rozgrywa na stadionie im. Aldo Drosiny mogącym pomieścić 9000 widzów.

## Skład na sezon 2015/2016
| Nr | Poz. | Piłkarz           |
| -- | ---- | ----------------- |
| 1  | BR   | Ivan Brkić        |
| 2  | OB   | Renato Gojković   |
| 3  | OB   | Nikola Žižić      |
| 5  | PO   | Neven Vukman      |
| 6  | OB   | Branko Ojdanić    |
| 7  | PO   | Josip Vuković     |
| 9  | NA   | Stefan Nikolić    |
| 10 | NA   | Abdelhakim Bouhna |
| 11 | NA   | Dennis Salanović  |
| 12 | BR   | Vanja Iveša       |
| 13 | OB   | Šime Gregov       |
| 14 | NA   | David Barišić     |
| 15 | PO   | Marin Matoš       |
| 16 | OB   | Bojan Pavlović    |

| Nr | Poz. | Piłkarz         |
| -- | ---- | --------------- |
| 17 | OB   | Dario Tomić     |
| 18 | PO   | Milan Đurić     |
| 20 | OB   | Darko Mišić     |
| 21 | PO   | Damir Zlomislić |
| 22 | OB   | Manuel Pamić    |
| 23 | PO   | Muamer Svraka   |
| 24 | PO   | Antonio Repić   |
| 25 | OB   | Kenan Hadžić    |
| 26 | OB   | Marcel Heister  |
| 27 | PO   | Nermin Zolotić  |
| 29 | OB   | Luka Franić     |
| 33 | BR   | Ivica Ivušić    |
| 34 | BR   | Miloš Ostojić   |
| 99 | NA   | Filip Kasalica  |